# Джулиън Грийн
Джулиън Грийн (на английски: Julian Green) е американски футболист. Играе като крило в Щутгарт и за националния отбор на САЩ.

## Клубна кариера
Грийн е дете на майка германка и баща американец. На двегодишна възраст се мести заедно с майка си в Германия в окръг Горна Бавария, провинция Бавария. Там започва да тренира футбол в местни отбори преди да бъде забелязан от скаути на Байерн. През сезон 2013/2014 се превръща в ключов играч за дублиращия отбор, за който отбелязва 15 гола в 23 мача (включително един хеттрик и четири мача с по два гола). Това води до договор с А отбора, за който дебютира на 27 ноември 2013 г. в мач от Шампионската лига срещу ЦСКА Москва. През сезон 2014/2015 играе под наем в Хамбургер, като дебютира в Първа Бундеслига на 1 септември 2014 г. срещу Хановер. От началото на януари 2017 г. Грийн се присъединява към отбора на Щутгарт. През 2018 г. след крадък пресой под наем, става част от отбора на ФК Гройтер Фюрт.

## Национален отбор
Грийн има мачове за различни юношески формации на американския и германския национален отбор. През 2013 г. получава повиквателна за мъжкия отбор на САЩ, но Грийн отказва, заявявайки, че му трябва време да реши кой национален отбор да представлява. В крайна сметка в началото на 2014 г. избира САЩ, за който дебютира на 2 април срещу Мексико. На Световното първенство в Бразилия през 2014 г. изиграва един мач (осминафинал срещу Белгия), в който отбелязва гол.

## Успехи
Байерн Мюнхен II
- Шампион на Регионална лига Бавария: 2014

 Байерн Мюнхен
- Световно клубно първенство: 2013
- Бундеслига: 2015/16
- Купа на Германия: 2015/16
- Суперкупа на Германия: 2016